# Chirbat al-Dżamal
Chirbat al-Dżamal (arab. خربة الجمل) – miejscowość w Syrii, w muhafazie Aleppo. W 2004 roku liczyła 318 mieszkańców.